# Kloster Haute-Fontaine
Das Kloster Haute-Fontaine (Altus Fons, Hautefontaine) ist eine ehemalige Zisterzienserabtei in der Gemeinde Ambrières im Département Marne, Region Grand Est, in Frankreich. Es liegt rund zwölf Kilometer westlich von Saint-Dizier.

## Geschichte
Das Kloster wurde im Jahr 1136 auf einem von Isembard von Vitry gestifteten Gelände oberhalb der Marne gegründet und von Kloster Trois-Fontaines aus besiedelt. Erster Abt war Raoul. Damit gehörte es der Filiation der Primarabtei Clairvaux an. Isembard von Vitry überließ dem Kloster 1141 weitere Güter zwischen Landricourt und Sainte-Livière und in Bonnevais. 1219 erwarb das Kloster den Zehnten von Arrigny und 1250 Land in Ambrières. Das nahe einer bedeutenden Straße gelegene Kloster galt als Krankenhaus für erholungsbedürftige Mönche und erlebte nie eine größere Entwicklung. Es hatte 1544 unter Angriffen der Truppen von Kaiser Karl V. zu leiden. 1547 fiel es in Kommende. Der erste Kommendararabt Jean de Montluc ließ 1552 Befestigungsanlagen errichten. Im 17. Jahrhundert wurde Haute-Fontaine unter dem Abt Guillaume le Roy (1653–1684) ein sehr aktives Zentrum des Jansenismus und druckte verschiedene Werke unter der Angabe „Imprimé en Hollande“. Seit 1670 wurden die Klosteranlagen neben der bestehenden Kirche neu errichtet. In der französischen Revolution wurde das von noch acht Mönchen bewohnte Kloster wohl 1791 aufgelöst und die Gebäude verfielen allmählich, waren aber noch bis 1940 bewohnt. In den 1950er und 1960er Jahren setzte sich der Verfall fort, der trotz Aufnahme in die Ergänzungsliste der Monuments historiques fortschreitet.

## Bauten und Anlage
Von der ab 1840 abgebrochenen Kirche aus dem 12. Jahrhundert ist noch ein Joch erhalten. Der im 17. Jahrhundert neu errichtete Kreuzgang im Süden des Kirchenschiffs mit den Klostergebäuden ist im Verfall begriffen. Der unter einer Terrasse gelegene Rest des Westflügels schließt gewölbte Bauten aus dem 12. und 13. Jahrhundert ein.